# Conlie
Conlie is een gemeente in het Franse departement Sarthe (regio Pays de la Loire). De plaats maakt deel uit van het arrondissement Mamers. In de gemeente ligt spoorweghalte Conlie. Conlie telde op 1 januari 2022 1.828 inwoners.
In november 1870 werd op de heuvel van La Jaunelière een 500 ha groot legerkamp opgericht. Het was een van de elf opleidingskampen die in allerijl werden gebouwd om de Franse verliezen tijdens de Frans-Duitse Oorlog aan te vullen. Tussen november 1870 en januari 1871 genoten 60.000 mannen een korte opleiding in Conlie. Een deel van hen vocht mee in de verloren Slag bij Le Mans in januari 1871.

## Geografie
De oppervlakte van Conlie bedraagt 17,1 km², de bevolkingsdichtheid is 104,7 inwoners per km².

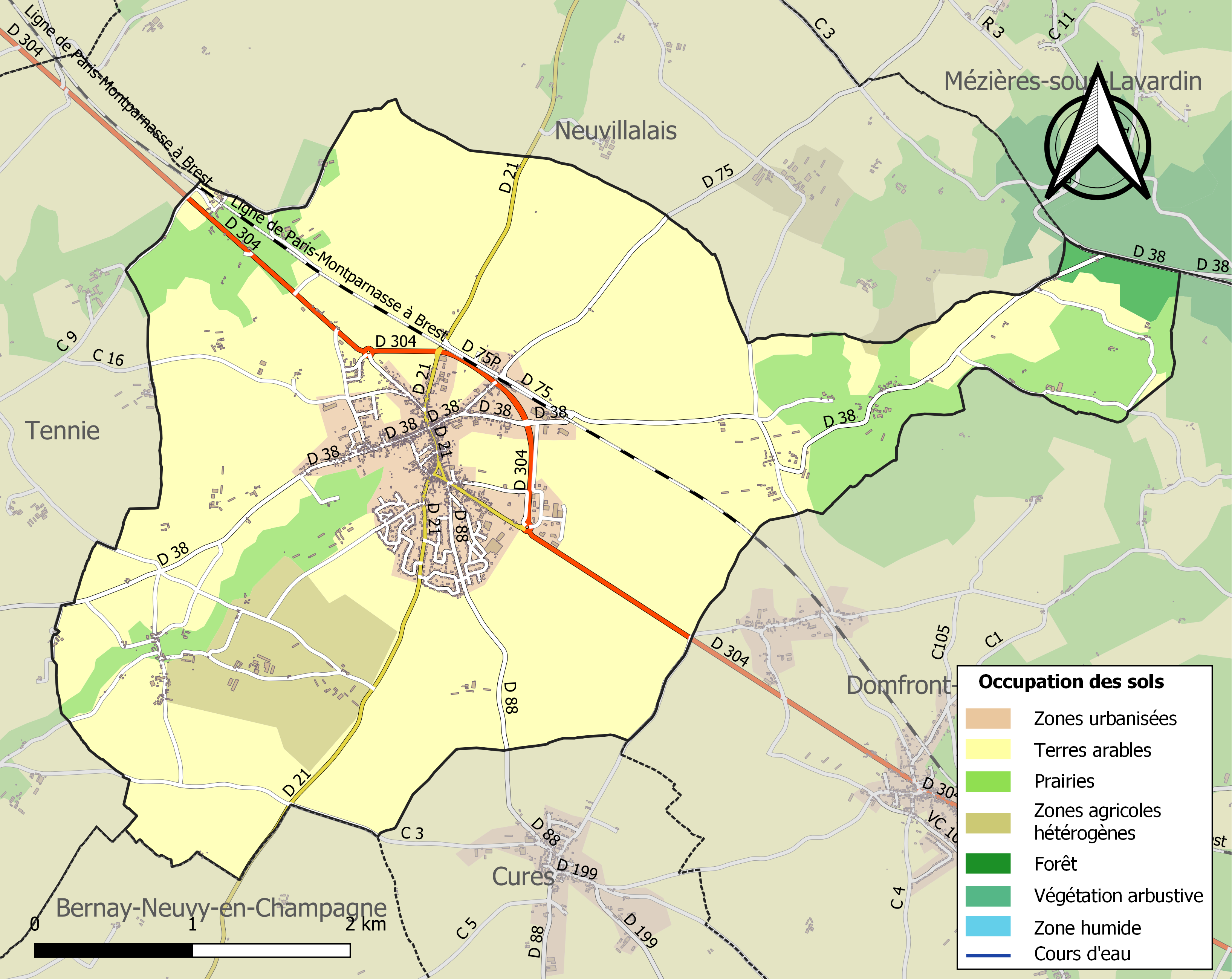
Kaart van de gemeente met de belangrijkste infrastructuur, bodemgebruik en omliggende gemeenten

## Demografie
Onderstaande figuur toont het verloop van het inwonertal (bron: INSEE-tellingen).